# Логіново (Білоярський міський округ)
Ло́гіново (рос. Логиново) — село у складі Білоярського міського округу Свердловської області.
Населення — 818 осіб (2010, 769 у 2002).
Національний склад станом на 2002 рік: росіяни — 80 %.